# Benjamin West Clinedinst

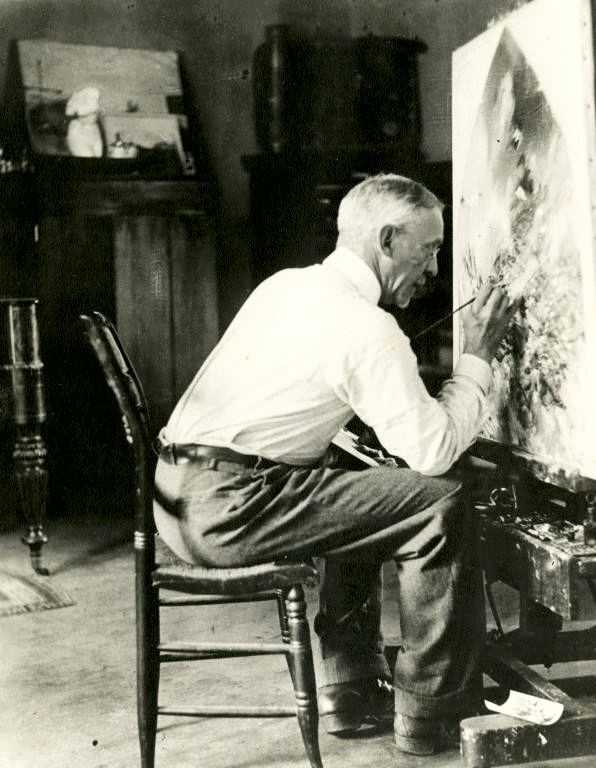
Benjamin West Clinedinst bei der Arbeit in seinem Atelier an einer Studie zum Gemälde Battle of New Market

Benjamin West Clinedinst (* 14. Oktober 1859 in Woodstock, Virginia; † 12. September 1931 in Pawling, New York) war ein US-amerikanischer Maler und Illustrator.

## Leben
Benjamin West Clinedinst wurde als Sohn des Ingenieurs Barnett M. Clinedinst geboren. Er studierte am Virginia Military Institute und arbeitete kurze Zeit beim Eisenbahnbau. Später wandte er sich der Kunst zu und studierte unter anderem bei Jean-Léon Gérôme an der École des Beaux-Arts in Paris. Nach seiner Rückkehr in die Vereinigten Staaten ließ er sich in New York City nieder, wo er sich als Maler und Buchillustrator etablierte. Clinedinst war Mitglied der National Academy of Design und anderer Künstlervereinigungen.

## Werk

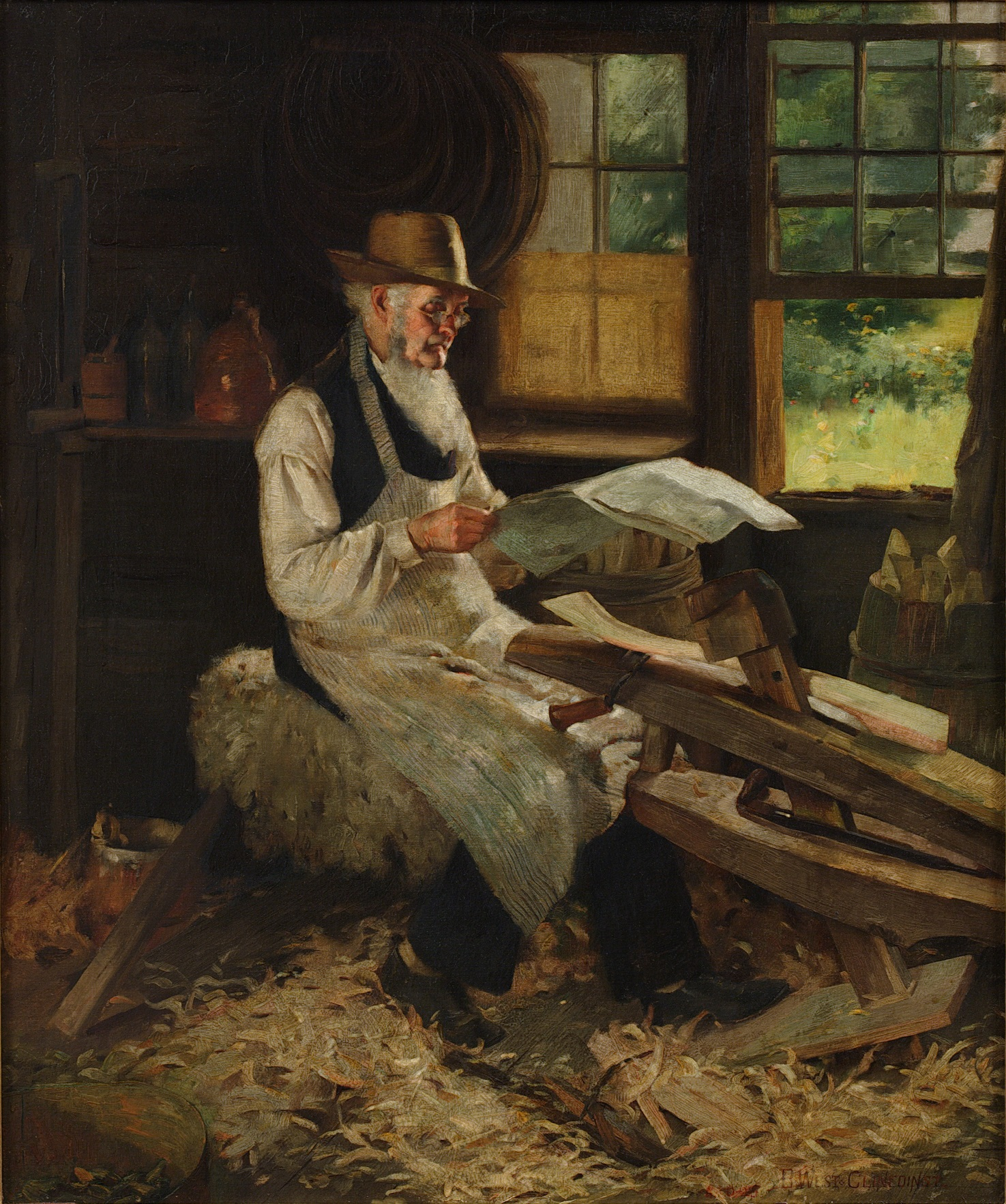
Benjamin West Clinedinst: An Idle Moment (Ein Moment der Muße). National Academy of Design

Benjamin Clinedinst war bekannt für seine genrehaften Darstellungen, historischen Szenen und Porträts. Er arbeitete auch als Illustrator für Bücher und Zeitschriften. Seine Malweise war vom akademischen Realismus geprägt, was durch seine Ausbildung in Paris beeinflusst wurde. Eines seiner bekanntesten Werke ist The Lost Cause, eine allegorische Darstellung der Nostalgie der Südstaaten nach dem Amerikanischen Bürgerkrieg.